# Кошаркашка репрезентација Кипра
Кошаркашка репрезентација Кипра представља Кипар на међународним кошаркашким такмичењима.

## Учешћа на међународним такмичењима

### Олимпијске игре
Није учествовала

### Светска првенства
Није учествовала

### Европска првенства
Није учествовала